# ادگار مارکس لازاروس

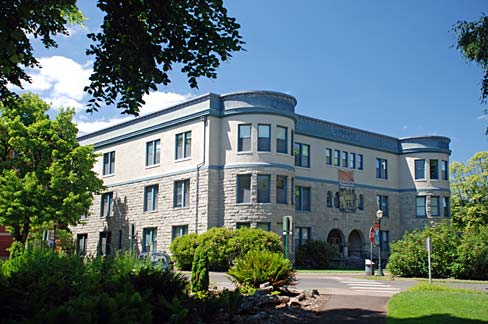
منزل ادگار مارکس لازاروس

ادگار مارکس لازاروس (انگلیسی: Edgar M. Lazarus; ۶ ژوئن ۱۸۶۸ – ۲ اکتبر ۱۹۳۹) معمار اهل ایالات متحده آمریکا بود.